# Ljevaonica
Ljevaonica je tvornica koja proizvodi lijevane metalne proizvode. Metale se lijeva tako što ih se prvo otapa iz krutog stanja u tekuće. Tekući se metal ulijeva u kalupe. Kad se lijevani metal ohladi do skrućivanja, kalup se uklanja. Najčešće se tako obrađuje aluminij i željezo. U ljevaonicama se osim ovih metala obrađuju metali kao magnezij i cink i legure kao bronca, mjed i čelik.